# Flamenco
O Flamenco é uma manifestação artística universal que mistura a música, a guitarra, o canto, a dança e a percussão, cujas origens remontam às culturas hebraicas, israelitas, gitanas (ciganos: povos nômades) e mourisca, com influência árabe e judaica. A cultura do Flamenco começa a se desenhar por volta do século XV e é associada principalmente à região da Andaluzia, na Espanha, assim como a Múrcia e Estremadura, e tornou-se um dos símbolos da cultura espanhola. Em 16 de novembro de 2010, o Flamenco foi declarado patrimônio cultural imaterial da humanidade pela Organização das Nações Unidas para a Educação, a Ciência e a Cultura.
As principais expressões do Flamenco consistem do canto (cante) e do acompanhamento de instrumentos de cordas e percussão. Sua instrumentação mais tradicional se dá por acompanhamento do violão ou guitarra (toque), palmas, sapateado e dança (baile). O Flamenco tem em sua essência a arte de se improvisar: os músicos criam novas melodias, novas harmonias, novos ritmos e novas estruturas em tempo real no momento em que estão apresentando a música. Toda a música advém da criação ou composição de cada músico, inspirados nos Palos. Cada palo é uma variação estilística do flamenco, uma forma musical com ritmo e harmonia específicos para cada variação. Cada uma delas com seu código e linguagem. Para o músico para conseguir improvisar em palco são necessários muitos anos de estudo de cada código e muito ensaio.

## História
Algumas hipóteses apontam que o Flamenco surgiu a partir das práticas culturais e sociais de determinados grupos etnoculturais que ocuparam a Espanha, especialmente a região da Andaluzia e do sul da Espanha, a partir do século VIII até o século XV.
Muitos detalhes-chave do desenrolar do flamenco e seu desenvolvimento durante a história, muito provavelmente não foram registrados na história da Espanha. São apontadas inúmeras razões para essa falta de evidências históricas. Possivelmente os tempos turbulentos, associados às perseguições politíco-religiosas ocasionadas pela inquisição espanhola, impostos aos povos envolvidos na formação da cultura flamenca, tais como os israelitas, mouros, os ciganos, possa ter gerado, entre outras consequências, o apagamento, deliberado ou não, de registros históricos, como forma de exclusão simbólica. Em períodos diversos da história. Foi nessa situação social e economicamente vulnerável que as culturas musicais de judeus, mouros e principalmente ciganos iniciaram sua fusão no que se tornaria a forma básica do flamenco. Chama a atenção a peculiaridade quanto ao estilo de cantar sofrido, apontada como oriunda dos mouros, que expressavam a sua vida difícil na Andaluzia. Devido às mencionadas perseguições política e religiosa.
É apontado de que o espírito desesperado daqueles que foram excluídos e perseguidos político e religiosamente, é refletido através de todo o repertório flamenco. Seus diferentes palos (estilos rítmicos), suas palmas ritmadas e movimentos de dança básicos. Mas também são apontados como forma de resgate do espírito dos povos formadores do flamenco, as festas noturnas, que remontam ao período histórico lembrado artisticamente, e buscam expressar a luta, a esperança e o orgulho de tais povos.
Os Mouros ocuparam a península ibérica desde o século VIII até o século XV. E é atribuído a este grupo etnocultural a mais evidente influência que resultaria no que veio a ser conhecido como o flamenco tal qual se conhece mundialmente. Sua estrutura melódica e harmônica musical. Bem como as escalas aplicadas aos instrumentos e a histórica introdução do alaúde, que é apontado como o pai do violão moderno, a guitarra. Os Mouros constituem uma ramificação do grupo etnocultural árabe, das populações oriundas do norte do Saara e dos territórios que viriam a ser conhecidos como Argélia, Mauritânia, Niger, Tunísia, Marrocos, Mali.

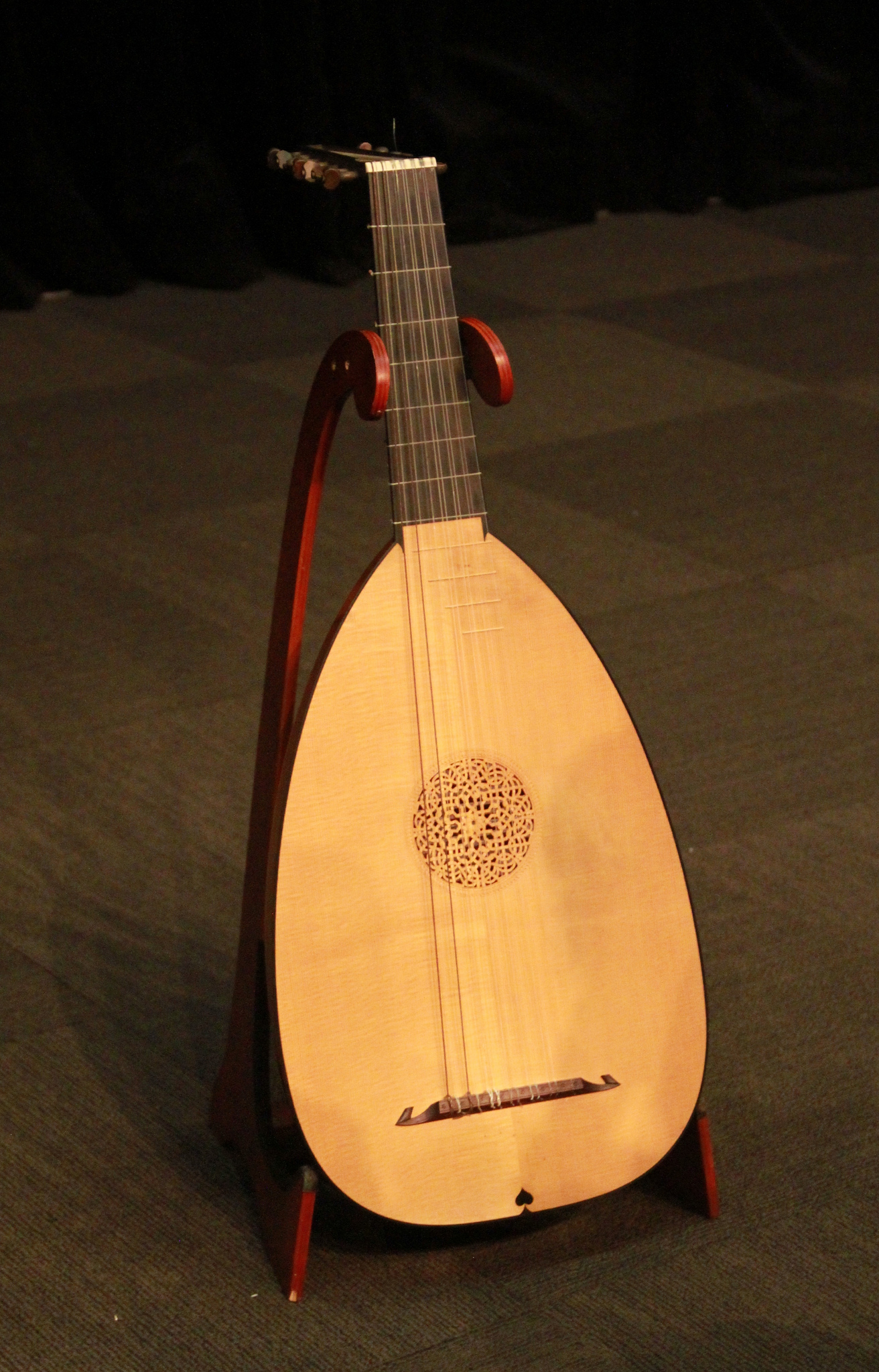
Alaúde

Os ciganos transmitiam seus valores e tradições de forma majoritariamente oral. Bem como suas práticas musicais, que eram transmitidas às novas gerações, através de atuações em comunidade.
É apontada também a influência judaica na formação do flamenco. Um artigo publicado em 1930 pelo escritor israelita Máximo José Khan, pseudônimo de Medina Azara aponta as relações entre as origens do cante flamenco com os marranos ou judeus convertidos ao cristianismo. Apontando a semelhança que há entre alguns cantes hebreus com o cante jondo.
A primeira vez que o flamenco foi mencionado na literatura remonta a 1774 no livro "Cartas marruecas", de José Cadalso. No entanto, a origem do termo "flamenco" continua a ser alvo de especulações e assunto bastante debatido. Muitos pensam que se trata de um termo espanhol que originalmente significava flamengo ("flamende"). Contudo, existem outras teorias. Uma das quais sugere que a palavra tem origem árabe, retirada das palavras "felag mengu" (que significa algo como "camponês de passagem" ou "fugitivo camponês").

### História do "cante" flamenco
Uma pequena introdução: o cante é o canto, os cantos do flamenco e a pessoa que canta é chamada cantaora ou cantaor. Sobre a origem do estilo peculiar de se cantar flamenco, algumas hipóteses sugerem que após longos sete séculos de ocupação moura na Espanha, a tradição do canto mawwal deixou como resultado direto, o peculiar cante flamenco. Aquele estilo de canto é apontado como raiz direta da variante flamenca. São apontadas muitas semelhanças entre o mawwal e o cante flamenco e tomado como seu originador. É um estilo musical vocal de frases e melismas longos, dando longas ênfases aos sons das vogais.
Uma outra hipótese sugere que o cante flamenco é oriundo do estilo cantante dos grupos étnicos romani, que são costumeiramente apontados como os ciganos indianos, originários da região de Rajasthan. Que é responsável por uma leva de imigração que durou de 900 a 1720 DC. Seu legado cantante vocal, chamada gamaka, que traduzido do sanscrito significa "nota ornamentada" possui muita semelhança ao cante que viria a se tornar o model padrão Flamenco. A esta hipótese pode-se contar com o exemplo da cantora Estrella Morente, que é de família Romani e que executa de forma abundante os ornamentos e melismas em seu trabalho vocal.

### História da dança
Uma das hipóteses atribuídas é que a dança flamenca é oriunda das dança-do-ventre e das inúmeras variações das danças cigana, ambas originárias dos grupos étnicos no norte da África, devido à forte similaridade de seus movimentos.
E novamente apontadas fortes similaridades com as danças Romani, através dos sapateados presentes principalmente nas danças masculinas e dos movimentos circulares e graciosos das mãos das dançarinas, constantemente manuseando os longos vestidos, abundantemente decorados. De uma forma geral, e no caso do flamenco não seria diferente, a dança mostra certas características do meio ambiente e peculiaridades do temperamento de um povo. No caso aqui abordado, o temperamento dos grupos formadores da dança flamenca. Como os povos da bacia do Mediterrâneo, que compreende Argélia, Marrocos, Egito, Grécia, Turquia, Síria Líbano, Israel e Armênia, usam muito os quadris e ombros em suas danças, que desenvolveu um controle dos músculos abdominais, costas e coluna vertebral. Elementos artísticos passados às gerações que viriam na região da Andaluzia.
Durante a chamada "época de ouro" do flamenco, entre 1869 e 1910, o flamenco desenvolveu-se rapidamente nos chamados "cafés cantantes". Os dançarinos de flamenco, em sua maioria ciganos, também se tornaram numa das maiores atrações para o público desses cafés. Ao mesmo tempo, os guitarristas que acompanhavam esses dançarinos, foram ganhando reputação e dessa forma, nasceu, como uma arte própria, a guitarra do flamenco. Julián Arcas foi um dos primeiros compositores a escrever música flamenca especialmente para a guitarra.

### Um pouco da história da guitarra flamenca
A guitarra flamenca e o violão são descendentes do alaúde e, por conseguinte, da vihuela. Pensa-se que as primeiras guitarras (como é chamado o violão na Espanha) teriam aparecido em Espanha no século XV. A guitarra de flamenco tradicional é feita de madeira de cipreste e abeto e é mais leve e um pouco menor que a guitarra clássica, com o objetivo de produzir um som mais agudo.

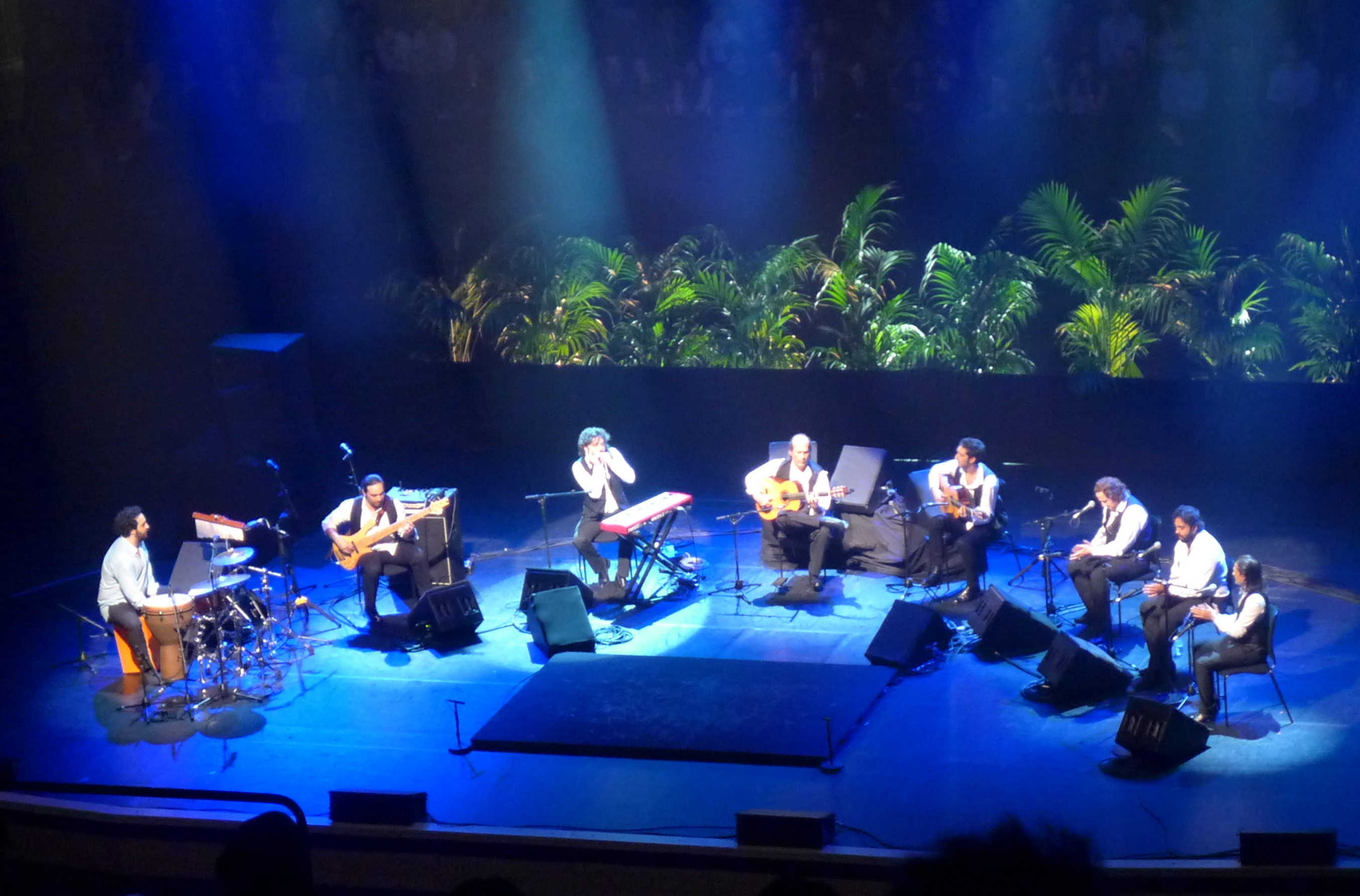
Paco de Lucia Group

Ainda é possível encontrar em outros folclores da Andaluzia o instrumento bandurria, uma espécie intermediária entre o alaúde e a guitarra flamenca propriamente dita.

## Organização e estrutura musical (instrumentos, canto, percussão)
Na música Flamenca existe uma predominância das seguintes configurações musicais: Guitarra solista; Guitarra, percussão de palmas e cajón (tendo Paco de Lucia como introdutor deste instrumento na tradição flamenca, a partir de suas experiências com músicos peruanos); Guitarra, percussão e canto e Guitarra, canto, percussão e dança.
Variações dessas configurações musicais são constantes e presentes no Flamenco. Contudo, a presença da Guitarra se mostra vital e permanente. O toque (guitarra) e o baile podem também aparecer sem o cante, embora o canto permaneça no coração da tradição do flamenco.
Historicamente a percussão no flamenco era executada através de palmas, bongôs, congas e outras variações de tambores já habituadas e tidas como tradicionais, mas a partir da década de 1980, com as excursões de Paco de Lucia e seu sexteto em território americano e seu contato com Caitro Soto, o cajón peruano foi incorporado na tradição flamenca, se tornando parte da tradição de forma bem natural. As castanholas também constituem uma marca muito óbvia na percussão flamenca. Sua sonoridade é muito evidente e distinta o que traz uma identidade bastante singular ao flamenco. A maior frequência das castanholas se dá durante os palos sevillanas e fandango huelva. É necessário também lembrar dos sapateados durante a execução musical. Em geral no flamenco espanhol de utiliza um tablado de madeira quando em performances em palco, ou palco devidamente preparado com assoalho de madeira para receber os dançarinos que irão percutir com os sapatos. No flamenco marroquino é muito comum os dançarinos utilizarem uma bacia metálica, além do mesmo assoalho de madeira comum ao flamenco espanhol.  

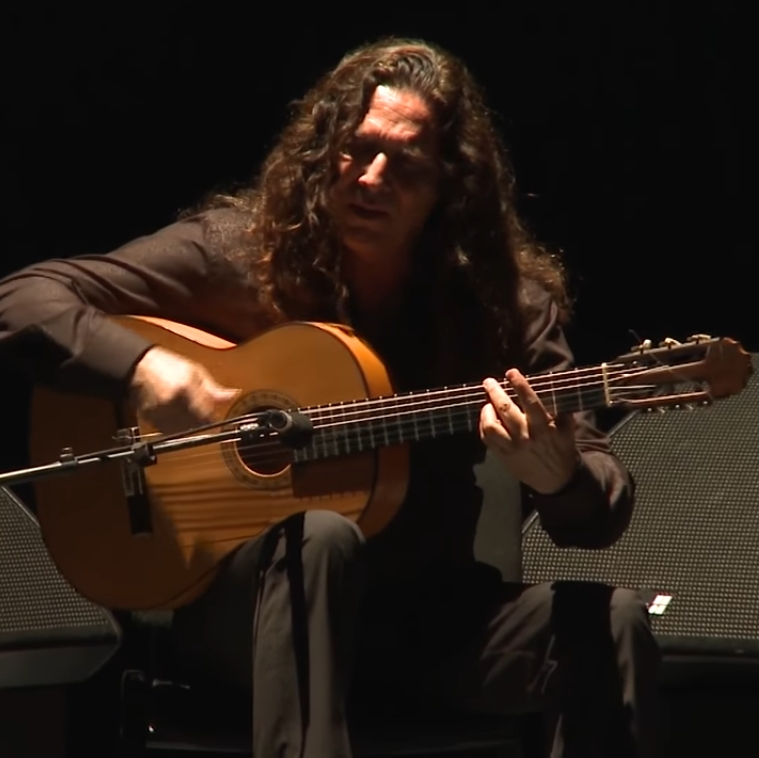
Tomatito

Novamente citando Paco de Lucia, inúmeros instrumentos que não perfaziam a configuração habitual ao flamenco, foram também introduzidos a partir das experimentações daquele músico; tais como contrabaixo elétrico, que era mais comum ao universo do pop e do rock. O que se deu a partir dos anos 1980 e continuamente, foi a progressiva introdução de instrumentos que não eram comuns ao universo esperado do flamenco, mas que resultaram em natural aceitação por grande parte do público consumidor e produtor de flamenco. Instrumentos como o violino, o celo e flauta, que são mais habituais ao universo camerístico, vieram a somar em sonoridade e peculiaridade, trazendo uma nova possibilidade de vocabulário musical além da esperada e tradicional guitarra. Um exemplo de novo vocabulário oferecido por uma nova configuração musical, é o trabalho em parceria de Tomatito (guitarra flamenca) e Michel Camilo (piano).

## Estilos do flamenco
No que diz respeito a estilos e variações dentro do flamenco, se faz necessário ressaltar que em linhas gerais as escalas mais utilizadas são os modos Jônio e Frígio. Esta última facilmente identificável pelo intervalo de segunda menor, que é uma das marcas da sonoridade flamenca. Em linhas gerais o flamenco está dividido em três grandes categorias:
- Flamenco Jondo: é a forma mais tradicional do flamenco e que significa profundo, denso ou pesado. Está relacionado aos primeiros cantes e que perduram em sua maioria até os dias de hoje.
- Flamenco Chico: são todas as formas de espírito festeiro com as bulerías, rumbas, tangos e alegrás e que não possui a mesma profundidade que no "jondo".
- Flamenco Intermedio: são todas as formas que se encontram entre as duas categorias acima.

As categorias de flamenco se subdividem em estruturas musicais chamadas palos. Cada Palo possui uma estrutura baseada na cadência e no compás. Tal estrutura possui vários elementos, entre eles a copla, que é o par de versos, sua configuração de escrita e a falseta, que é uma introdução. Não existem regras fixas para a organização desses elementos, mas é possível perceber uma certa constância em sua organização. Por exemplo:

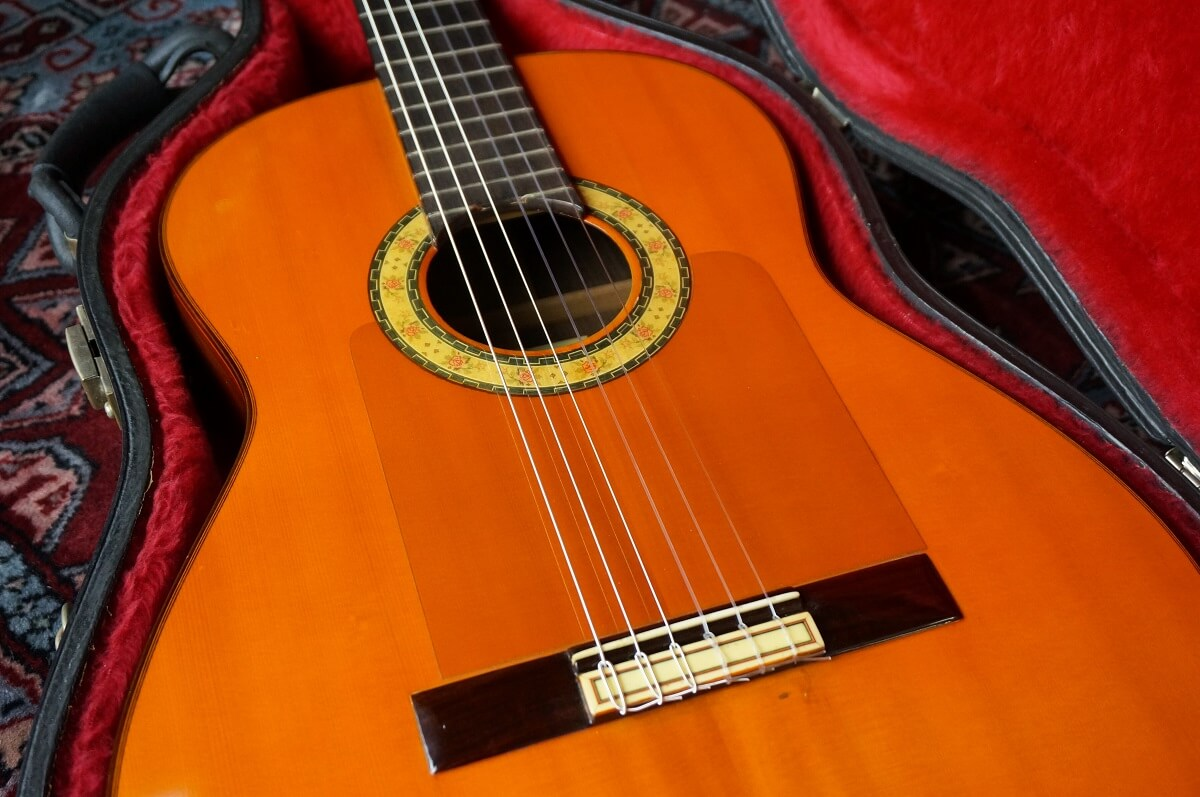
guitarra flamenca (de Paco de Lucia

- Soleá: entre diversas características, é uma variação do flamenco que se expressa através do compasso de 12 tempos Este compasso de doze tempos se apresentando por meio da alternância rítmica 3+3+2+2+2.[3] Onde o executor percute mais forte toda a célula rítmica marcada por 1. Como se segue:  231 231 21 21 21. O soleá também é executado em Mi Flamenco, o arriba. O Soleá possivelmente se originou na primeira metade do século XIX. Sua configuração de versos é formada por quatro ou três versos octossílabos. É considerado um dos palos fundamentais, básicos na formação musical do flamenco.Compasso Soleá

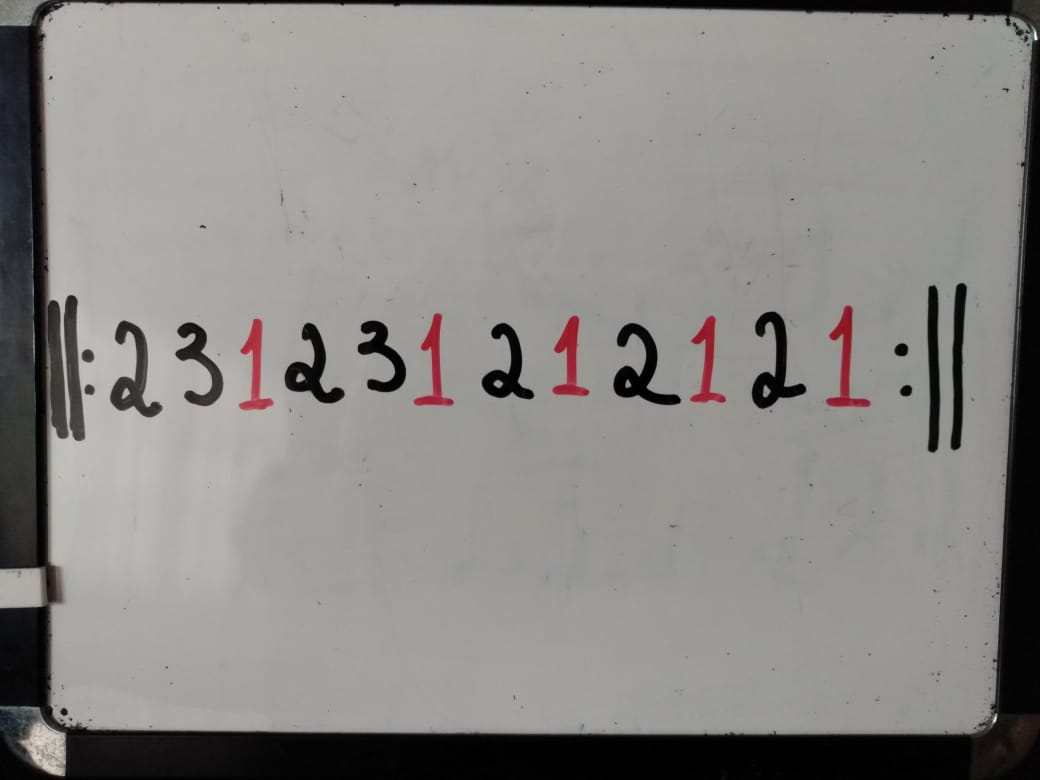
Compasso Soleá

- Malagueña: Este palo é executado dentro do que se chama de Tons Flamenco. É executado em Mi Flamenco: Chamado por arriba. É uma das variantes do Fandango.
- Alegrías: É o estilo flamenco que expressa com mais precisão o sentimento do ambiente de Cádiz.[3][4]
- Caracoles, Mirabrás, Romeras e Bamberas: São também palos cantes ou cantiñas de origem folclórica da região de Cadiz.
- Bulerías: Distingue-se por ser um palo festeiro, com um ritmo rápido e duplo e que se presta mais que outros ao barulho e às palmas. Geralmente é a dança que encerra a festa flamenca, onde, formando um semicírculo, os bailarinos, geralmente um a um, saem ao centro para dançar uma parte da peça musical.[3][4]
- Fandangos: Desde o início do século XIX, o flamenco adotou características dos fandangos andaluzes, dando origem aos chamados “fandangos flamencos”, que são hoje considerados um dos estilos fundamentais do flamenco. É também executado no Modo de Mi Flamenco: Chamado por arriba, e também o Modo de Lá Flamenco: Chamado por medio. Os fandangos perfazem uma família de estilos compostos por algumas variações como: malageñas, Verdiales, Jaberas, Rondeñas, Granaínas, Medias Granaínas, fandangos de Huelva, fandango naturales, fandangos personales.
- Tangos: Os tangos são considerados um dos estilos básicos, fundamentais do flamenco, existindo diversas modalidades. também executado no modo de Lá Flamenco: Chamado por medio.[3]
- Sevillanas: As sevilhanas são uma canção e dança típica de Sevilha. A dança mais popular e conhecida da Espanha. As sevilhanas costumam ser dançadas em casal, ao som dos quatro dísticos em que se dividem.[3][4]
- Bulerías: Um palo também dividido em 12 tempos, contendo diversas variações. Este palo é executado dentro do que se chama de Tons Flamenco. É executado em Modo de Lá Flamenco: Chamado por medio.
- Rumbas, Guajiras, Colombianas, Milongas, Vidalitas: São considerados palos de origem hispano-americana e que foram incorporados ao Flamenco.
- Siguiriyas: Este palo é um cante, uma variação própria do flamenco cantado, baseada na escala frígia. Sua intenção é dispensar o acompanhamento. Geralmente as seguiriyas são cantadas após uma introdução chamada ayeo. A seguiriyas também é um compás de 12 tempos, se expressa da seguinte forma: 21 21 21 231 231. Uma outra variação seria: 12 12 123 123 12. Este palo é executado dentro do que se chama de Tons Flamenco. É executado em Modo de Lá Flamenco: Chamado por medio. É considerado um dos palos fundamentais, básicos na formação musical do flamenco.
- Maritinetes: Também uma palo cante baseado na sonoridade da escala frígia e de caráter modal. Preferencialmente executado apenas pelo cantaor.
- Jaberas:
- Tientos: Este palo é executado dentro do que se chama de Tons Flamenco. É executado em Modo de Lá Flamenco: Chamado por medio. É considerado um dos palos fundamentais, básicos na formação musical do flamenco.
- Cabales, Livianas, Serranas, Cañas, Polos, Balirias, Alboreás, Jaleos, Gilianas, Tanguillos e Marianas: São outros palos cantes básicos e fundamentais na formação musical flamenca.
- Tarantas, tarantos, cartageneras, mineras, murcianas e lavanticas: são palos cante baseados na sonoridade da escala frígia e de caráter modal. Chamados de cantes mineros e de levante.
- Tonás: Mais um palo cante baseado na sonoridade da escala frígia e de caráter modal. Preferencialmente executado apenas pelo cantaor.
- Nanas, Saetas, Deblas, Carceleras, Romances: São mais alguns palos que também são executados exclusivamente pelo cantaor.
- Farrucas, Garrotines: palos oriundos da influência cultural galaica, região noroeste de península ibérica.
- Peteneras, Vilancicos: assim como as sevillanas, são palos oriundos da influência folclórica andaluz.
- e tantos outros palos.

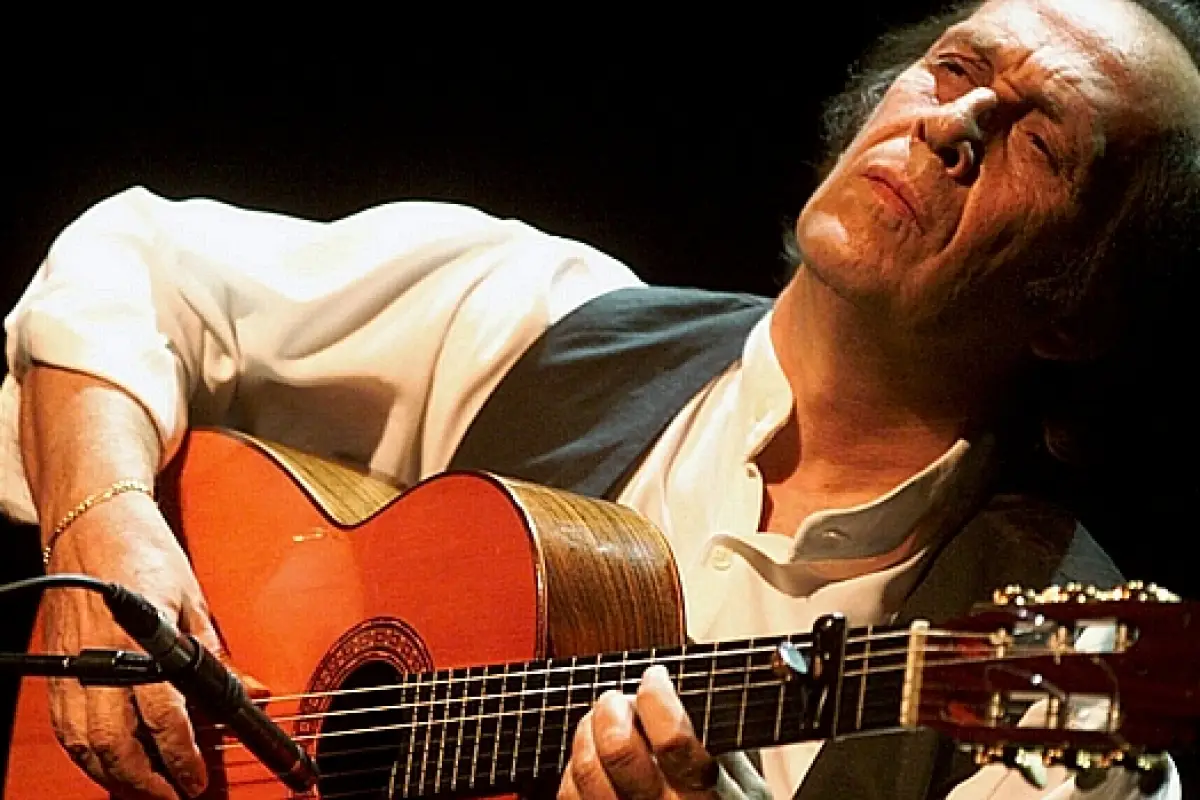
Paco de Lúcia

Alguns artistas flamencos de destaque são:
- Paco de Lucía: Guitarra Flamenca, Guitarra Clássica e Contemporânea.
- Pepe de Lucía: Cantor e Compositor Flamenco.
- José María Bandera: Guitarra Flamenca, Guitarra Clássica e Contemporânea.
- Juan Manuel Cañizares: Guitarra Flamenca, Guitarra Clássica e Contemporânea.
- Antonio Sánchez: Guitarra Flamenca, guitarra Clássica e Contemporânea.
- Camarón de la Isla: Cante flamenco.
- Sara Baras: dançarina Flamenca.
- Rubem Dantas: Percussionista Flamenco e Brasileiro.
- Vicente Amigo: Guitarra Flamenca, guitarra Clássica e Contemporânea.
- Tomatito: guitarra flamenca e Clássica.
- Niña Pastori: cante flamenco.
- Paco Peña: guitarra Flamenca e guitarra Clássica.
- Niño de Pura: Guitarra Flamenca, guitarra clássica e Contemporânea.
- Sabicas: Guitarra Flamenca.
- Ramon Montoya: Guitarra Flamenca.
- Niño Miguel: Guitarra Flamenca.
- Manolo Sanlucar: Guitarra Flamenca.
- Moraíto Chico: Guitarra Flamenca.
- Niño Ricardo: Guitarra Flamenca.
- Antonio Rey (Navas):  Guitarra Flamenca, guitarra Clássica e Contemporânea.
- Frederick de Jesus Carrilho (Fred Carrilho): Guitarra Flamenca, guitarra Clássica e Contemporânea.
- María Angeles Fernàndez: cante Flamenco.
- Gerardo Nuñez: Guitarra Flamenca.

## As outras nacionalidades do Flamenco
Ao contrário do que se possa pensar, de que a tradição Flamenca é algo exclusivamente espanhol, o flamenco já é presente nas práticas musicais de diversas outras nacionalidades, cada um com a influência distinta de sua origem etnocultural.

### Flamenco marroquino
Os elementos culturais árabes já foram citados e apontados como principal fonte da expressividade musical do flamenco espanhol. Esta seção lançará um pouco mais de luz nas contribuições de trabalhos de alguns artistas marroquinos(as) que atuam no flamenco, como forma de ampliar o conhecimento do leitor sobre o assunto e sobre os artistas envolvidos.
Chaîne Abderrahim Abdelmoumen, atua no flamenco cantando e já fez parcerias com artistas flamenco espanhóis, tais como Sergio Gomez Delgado & le groupe andalou de Grenade.
Simo Baazzaoui é violonista e atua em diversos festivais musicais tais como Festival Jazz au Chellah e Festival Talborjt internacional de la guitare, o Talguit'art e conta com uma gravação em parceria com o espanhol Andrés Perea.

### Flamenco Indiano
Oliver Rajamani é um exemplo de artista de família indiana da tradição romani que atua no flamenco, enfatizando musicais de sua formação musical romani e contribuindo na construção do Flamenco. O principal projeto de Rajamani chama-se Flamenco India, iniciado em 1995, tido por inúmeros artistas, como por exemplo, Paco de Lucia, como "uma criação única e inovadora". Flamenco India serve para ajudar a apoiar artistas ciganos e educar o público em geral sobre a história, cultura e música cigana. A experiência de Rajamani no flamenco vem de anos atuando e passando tempo com artistas flamencos - notadamente o Maestro Arturo Martinez, que batizou Rajamani no mundo do flamenco. O trabalho de Rajamani teve a honra de ser apresentado em 2012 para o renomado guitarrista Paco De Lucia. Paco, que deu suas bênçãos ao Flamenco India, chamando a música de “bela, única e histórica”.

## Flamenco no cinema
Flamenco at 5:15: Filme documentário de curta duração de 1983. Direção de Cynthia Scott, produção de Studio D.[carece de fontes?] Suas filmagens trazem o público para dentro de uma aula de dança flamenco na Escola Nacional de Ballé do Canadá.[carece de fontes?] Este curta ganhou em 1984 um Oscar por melhor curta documentário.
Flamenco: Filme de 1995, é um documentário filmado em um estúdio montado sobre uma antiga estação de trem em Sevilha. Onde ocorrem danças, cantes e bailes da guitarra flamenca enquanto a história do flamenco é narrada, ora por meio de legendas, ora por voz gravada. Direção de Carlos Saura, direção artística de Rafael Palmero, cinegrafia de Julio Madurga, direção musical de Izidro Muñoz, produção de Juan Lebrón. Com performances de Paco de Lucía, Joaquín Cortés, Manolo Sanlúcar, Lole y Manuel, La Paquera de Jerez, Fernanda de Utrera, José Menese, Enrique Morente, José Mercé, Farruco y Farruquito, Ketama, Manzanita, Maria Pagès e muitos outros mais.
Vengo: Filme de 2000, direção de Tony Gatlif, escrito por Tony Gatlif & David Trueba. Produzido por Tony Gatlif & Luis Ángel Bellaba. Estrelando Antonio Canales.
Flamenco flamenco: Filme de 2010, direção de Carlos Saura, Produção de Jesús Caballero e General de producciones y diseño, roteiro de Carlos Saura. Estrelando Estrella Morente, Miguel Povenda & Paco de Lucia e muitos outros artistas flamencos. Quinze anos após realizar um filme sobre o mesmo tema, o diretor Carlos Saura retorna com este documentário que apresenta a história e as tradições da música flamenca por meio de performances de dançarinos e músicos, mas dialogando com as mudanças ocorridas, sobretudo na expressão da dança, nesse período.
Faz-se necessário levar em consideração as possíveis e mesmo prováveis evoluções que as diversas artes - inclusive o Flamenco - sofrem com o passar do tempo, devido ao seu contato com diversas inserções oriundas de outras técnicas provenientes de outras expressões artísticas, outros gêneros musicais. outras modalidades de canto e de dança. O que pode se desdobrar em trabalhos em fusão, o que pode ou não ocasionar um novo estilo ou divisão dentro da Arte Flamenca como um todo.